# 徐三泰
徐三泰（1983年—2016年8月4日），生於台灣，企業家，創辦戲智科技公司，任董事長。生前曾涉入詐騙案。

## 生平
畢業於私立大漢技術學院，畢業後曾在智冠公司上班。
2008年，創辦戲智科技公司。
2015年底，以4500萬元獨家贊助101大樓跨年煙火。
2016年，於澎湖山水沙灘溺斃。

## 爭議事件
徐三泰向香港黑馬集團經營人張少輝詐稱可以取得101大樓股權，游說雙方合資開辦新公司，徐三泰取得700萬美金（約新台幣2.8億元）資金後避不見面。2016年，台北地檢署依詐欺與偽造文書起訴。在徐三泰溺斃後，因當事人過世，地檢署依法不起訴。